# Маєвський Олег Олексійович
Маєвський Олег Олексійович (1915—1971) — фахівець у галузі промислової електроніка та напівпровідникової перетворювальної техніки, доктор технічних наук (1967), професор (1968).

## Біографія
Народився 2 червня 1915 року у Харкові. У 1930—1934 роках працював на виробництві у рідному місті
Закінчив Харківський електротехнічний інститут в 1940 році.
Учасник Другої світової війни, нагороджений бойовими нагородами.
З 1946 року — у Національному технічному університеті «Харківського політехнічного інституту»: 1964—1971 роках — заснував і завідував кафедрою промислової електроніки.

## Наукова діяльність
- Інтегральні методи дослідження засобів підвищення енергетичних показників вентиляції перетворювачів;
- промислова електроніка та перетворювання техніки в обладнанні промислових підприємств.